# Episodi de Le avventure di Sarah Jane (terza stagione)
La terza stagione della serie televisiva britannica Le avventure di Sarah Jane è andata in onda su CBBC dal 15 ottobre al 20 novembre 2009. In Italia è inedita.
| nº | Titolo originale                        | Titolo italiano | Prima TV UK      | Prima TV Italia |
| -- | --------------------------------------- | --------------- | ---------------- | --------------- |
| 1  | Prisoner of the Judoon, Part 1          |                 | 15 ottobre 2009  |                 |
| 2  | Prisoner of the Judoon, Part 2          |                 | 16 ottobre 2009  |                 |
| 3  | The Mad Woman in the Attic, Part 1      |                 | 22 ottobre 2009  |                 |
| 4  | The Mad Woman in the Attic, Part 2      |                 | 23 ottobre 2009  |                 |
| 5  | The Wedding of Sarah Jane Smith, Part 1 |                 | 29 ottobre 2009  |                 |
| 6  | The Wedding of Sarah Jane Smith, Part 2 |                 | 30 ottobre 2009  |                 |
| 7  | The Eternity Trap, Part 1               |                 | 5 novembre 2009  |                 |
| 8  | The Eternity Trap, Part 2               |                 | 6 novembre 2009  |                 |
| 9  | Mona Lisa's Revenge, Part 1             |                 | 12 novembre 2009 |                 |
| 10 | Mona Lisa's Revenge, Part 2             |                 | 13 novembre 2009 |                 |
| 11 | The Gift, Part 1                        |                 | 19 novembre 2009 |                 |
| 12 | The Gift, Part 2                        |                 | 20 novembre 2009 |                 |